# 2004年アテネオリンピックのトルコ選手団
2004年アテネオリンピックのトルコ選手団（2004ねんアテネオリンピックのトルコせんしゅだん）は、2004年8月13日から8月29日にかけてギリシャの首都アテネで開催された2004年アテネオリンピックのトルコ選手団、およびその競技結果。

## 概要
今大会は金メダル3個、銀メダル3個、銅メダル4個の合計10個のメダルを獲得した。

## メダル
| メダル | 選手名                     | 競技                 | 種目                      |
| ------ | -------------------------- | -------------------- | ------------------------- |
| 金     | ハリル・ムトル             | ウエイトリフティング | 男子56kg級                |
| 金     | タネル・サーウル           | ウエイトリフティング | 男子77kg級                |
| 金     | ヌルジャン・タイラン       | ウエイトリフティング | 女子48kg級                |
| 銀     | シェレフ・エロール         | レスリング           | 男子グレコローマン66kg級  |
| 銀     | アタギュン・ヤルチュンカヤ | ボクシング           | 男子ライトフライ級        |
| 銀     | バフリ・タンルクル         | テコンドー           | 男子80kg級                |
| 銅     | アイドゥン・ポラッチュ     | レスリング           | 男子フリースタイル120kg級 |
| 銅     | メフメト・エザル           | レスリング           | 男子グレコローマン96kg級  |
| 銅     | セダト・アルトゥチ         | ウエイトリフティング | 男子56kg級                |
| 銅     | レイハン・アラバチュオール | ウエイトリフティング | 男子77kg級                |